# Caleb Blood Smith

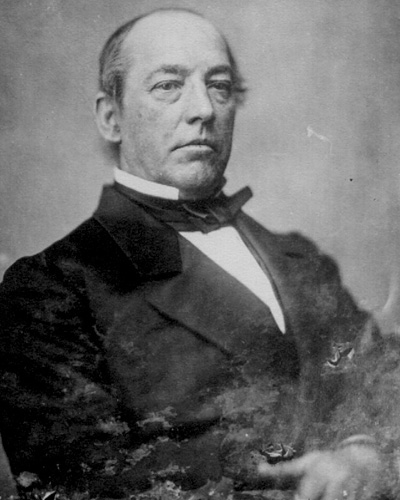
Caleb Blood Smith

Caleb Blood Smith (* 16. April 1808 in Boston, Massachusetts; † 7. Januar 1864 in Indianapolis, Indiana) war ein US-amerikanischer Politiker, der dem Kabinett von US-Präsident Abraham Lincoln als Innenminister angehörte.

## Berufliche Laufbahn
Der aus Neuengland stammende Smith zog 1814 mit seinen Eltern nach Ohio. Er erhielt seine Ausbildung am Cincinnati College und der Miami University, ehe er die Rechtswissenschaften in Cincinnati und Connersville (Indiana) studierte und 1828 in die Anwaltskammer aufgenommen wurde. In Connersville wurde er zunächst als Jurist tätig; später wechselte er in die Zeitungsbranche. Er rief den Indiana Sentinel ins Leben, als dessen Redakteur er auch fungierte.

## Öffentliche Ämter
Ab 1833 war er auch politisch tätig und gehörte zunächst für vier Jahre dem Repräsentantenhaus von Indiana an, wobei er 1836 als dessen Speaker fungierte. Eine weitere Sitzungsperiode schloss sich von 1840 bis 1841 an. Sein Versuch, für die Whigs ins US-Repräsentantenhaus gewählt zu werden, schlug 1841 noch fehl. 1843 hatte er dann aber Erfolg: Bis 1849 gehörte Smith nach mehrfacher Wiederwahl dem Parlament an und war dabei unter anderem Vorsitzender des Territorialausschusses. Nach seinem Ausscheiden aus dem Kongress berief ihn der neue US-Präsident Zachary Taylor in eine Behörde, die Ansprüche von US-Bürgern gegen das Nachbarland Mexiko prüfte. 1850 kehrte er in den Anwaltsberuf zurück und arbeitete zunächst wieder in Cincinnati.
Als 1861 der Ausbruch des Bürgerkrieges drohte, arbeitete der mittlerweile zu den Republikanern gewechselte Caleb Smith in einem in Washington, D.C. abgehaltenen Friedenskonvent mit; dieser erreichte jedoch sein Ziel nicht. Der neue Präsident Abraham Lincoln holte Smith dann als Innenminister in sein Kabinett, was auch eine Belohnung für dessen Engagement während Lincolns Wahlkampf darstellte. Er war der erste Bürger Indianas, der dem US-Kabinett angehörte.
Allerdings hielt sich das Interesse des Ministers an seinem neuen Amt in Grenzen; überdies hatte er gesundheitliche Probleme, sodass er viele seiner Aufgaben an seinen Stellvertreter John Palmer Usher delegierte. Im Jahr 1862 signalisierte Smith dann Interesse am vakanten Richterposten im US Supreme Court; Präsident Lincoln nominierte allerdings David Davis.
Im Dezember desselben Jahres legte Smith sein Amt schließlich nieder, wozu auch seine Haltung bezüglich der kurz zuvor im Kabinett beschlossenen Emanzipationsproklamation beitrug. Er kehrte nach Indiana zurück, wo er Anfang 1863 als Nachfolger von Elisha Mills Huntington Richter am Bundesbezirksgericht für den Staatsdistrikt wurde. Jedoch verstarb Caleb Smith bereits am 7. Januar 1864. Präsident Lincoln ordnete eine schwarze Trauerbeflaggung von Regierungsgebäuden für die Dauer von zwei Wochen an.

## Verwirrung über die letzte Ruhestätte
Lange Zeit hieß es, Smith sei auf dem Friedhof von Connersville beigesetzt worden. Als 1977 ein dortiger Heimatforscher die Erlaubnis erhielt, den Leichnam exhumieren zu lassen, stellte sich heraus, dass es sich bei der Person in Smiths Grab nicht um den ehemaligen Minister, sondern dessen Schwiegersohn William Watton Smith handelte. Einige Jahre später tauchte ein Brief auf, der diesen Umstand aufklärte: Danach hatte Caleb Smiths Ehefrau Elizabeth die sterblichen Überreste ihres Mannes unbemerkt von der Öffentlichkeit in Indianapolis beisetzen lassen. Dies sei aus Angst vor Vandalismus durch enttäuschte Südstaatler am eigentlichen Begräbnisort geschehen.